# Nattmaran (målning av Füssli)
Nattmaran (engelska: The Nightmare) är en oljemålning av den schweizisk-brittiske konstnären Johann Heinrich Füssli (också känd under sitt engelska namn Henry Fuseli). Den målades 1781 och ingår sedan 1966 i Detroit Institute of Arts samlingar. 
Füssli var en föregångare inom romantiken och hans målningar genomsyrades av en mystisk och skräckfylld stämning. Nattmaran är hans mest kända verk och framställer en sovande kvinna som plågas av maran, en liten demonlik gestalt som sitter hopkrupen på hennes bröst.  
När Füssli ställde ut målningen på Royal Academy of Arts i London 1782 väckte den både anstöt och sensation. Motivet blev så uppmärksammat att Füssli upprepade motivet flera gånger, varav en version idag är utställd på Goethe-Haus i Frankfurt am Main. Den fick allmän spridning genom reproduktioner som den irländska konstnären Thomas Burke tryckte upp i stora upplagor 1783. Andra som influerades av Füssli var de danska konstnärerna Nicolai Abildgaard (som var vän till Füssli) och Ditlev Blunck som målade tavlor med mycket snarlika motiv.

## Relaterade målningar

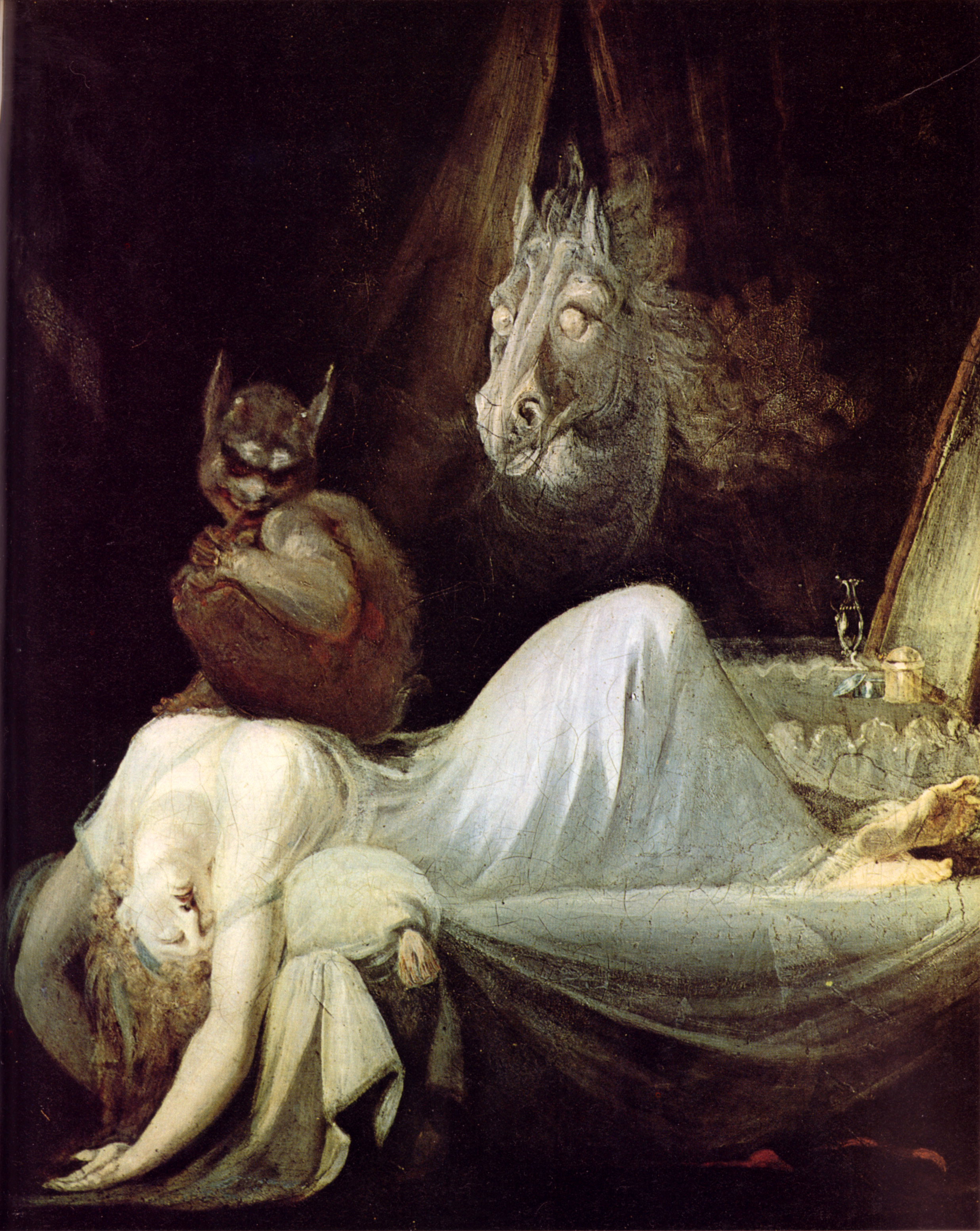
Füsslis version från 1790–1791 är utställd på Goethe-Haus i Frankfurt am Main (77 x 64 cm).
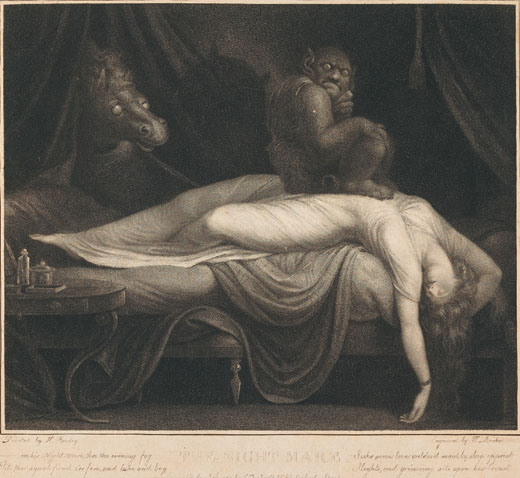
Grafiskt tryck av Thomas Burke från 1783.
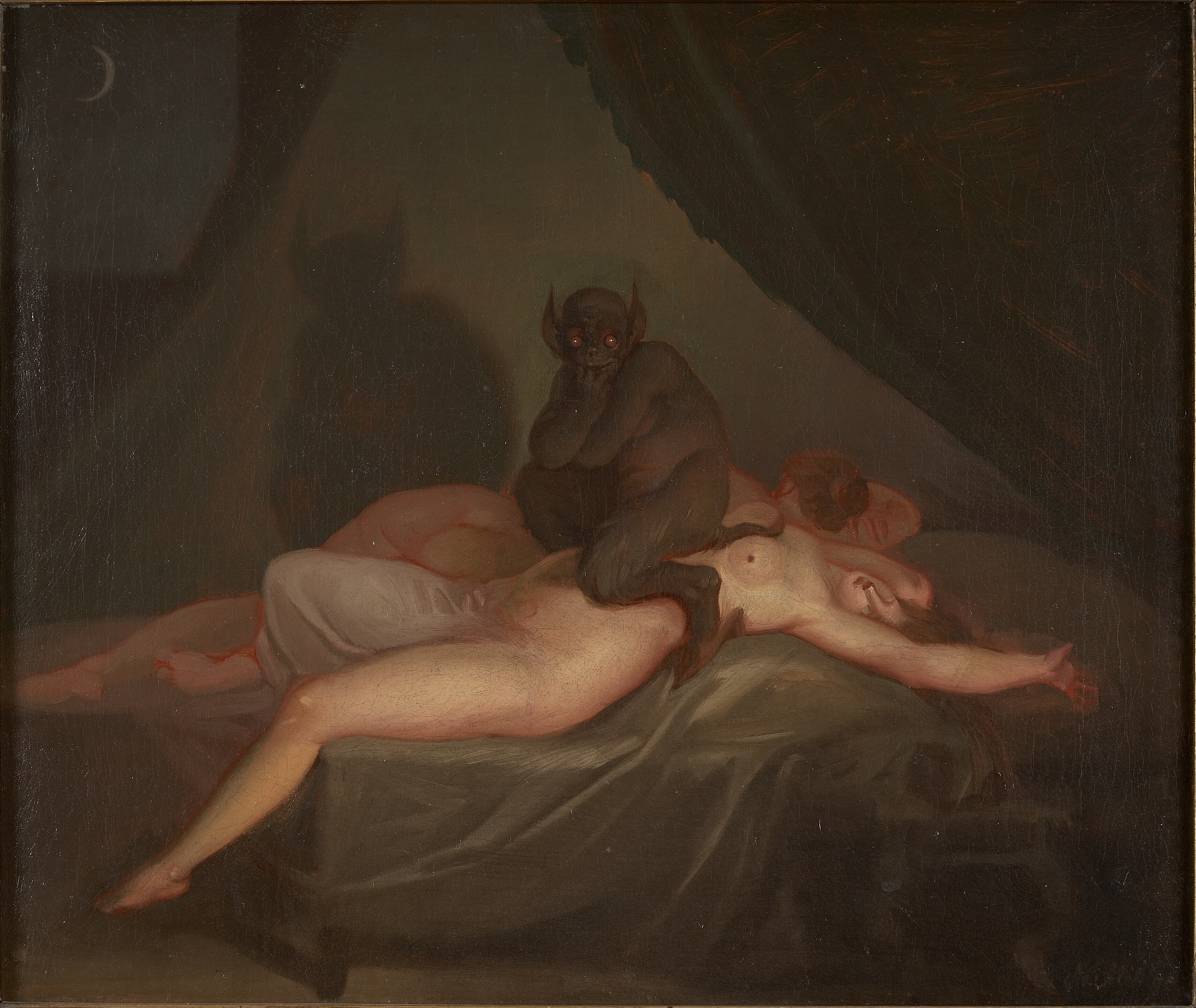
Nicolai Abildgaards Mareridt från 1800. Sorø Kunstmuseum.
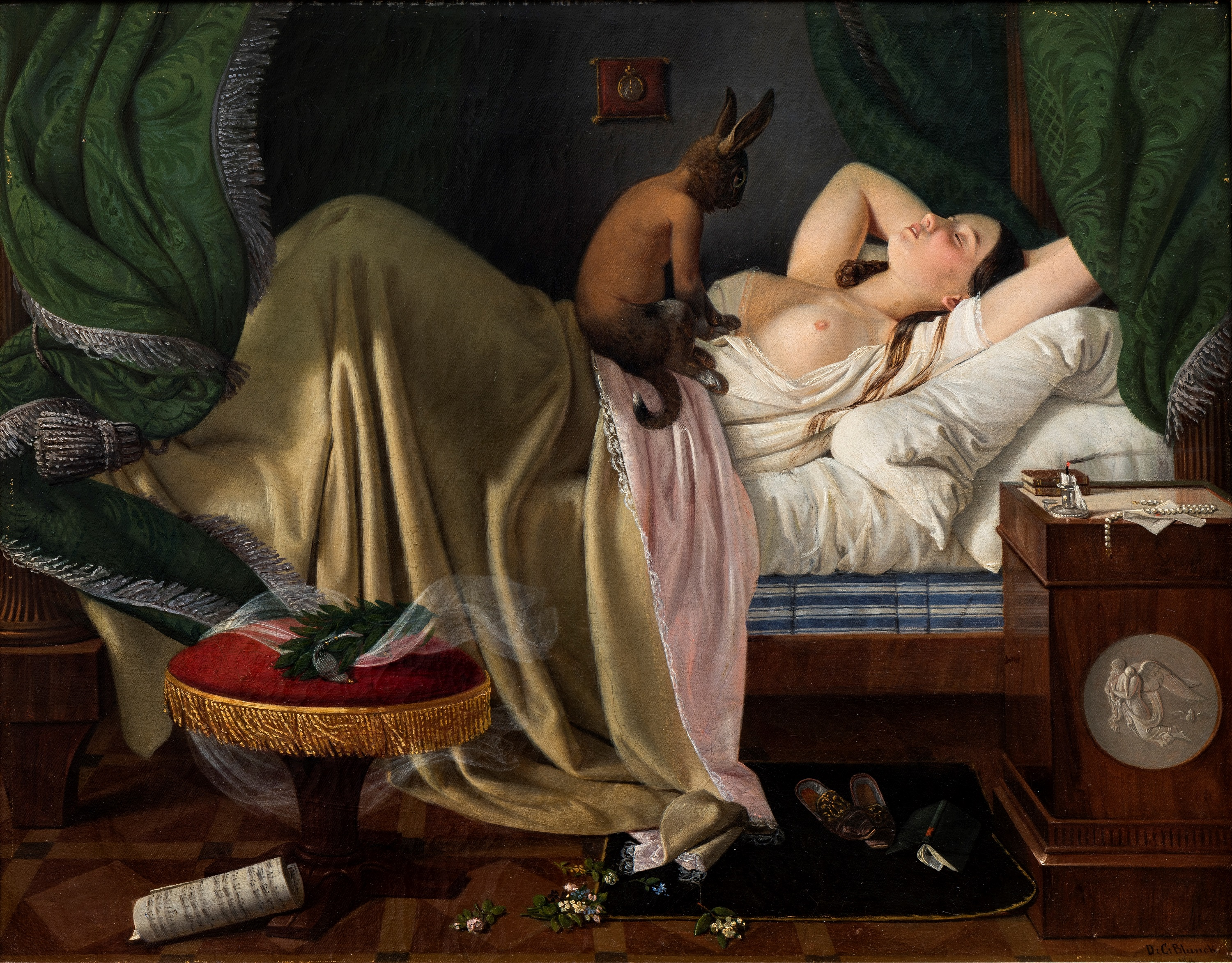
Ditlev Bluncks Mareridt från 1846. Nivaagaards Malerisamling.